# Ramstorp
Ramstorp är en by i Skepplanda socken som utgör en del av den tidigare småorten Ramstorp Jätteberget i Ale kommun. Från tätortsavgränsningen 2015 räknas byn istället som en del av tätorten Alvhem.
1866 byggdes det första skolhuset i Ramstorp. 1883 byggdes detta till så att folkskolan och småskolan fick separata klassrum. 1912 ersattes den äldre skolan av ett nytt skolhus. Detta togs ur bruk 1964 då all skolverksamhet i socknen koncentrerades till den nya Garnvindeskolan i Skepplanda. Skolhuset revs under 00-talet för att ge plats för E45-ans nya sträckning